# Montapas
Montapas település Franciaországban, Nièvre megyében. Lakosainak száma 275 fő (2022. január 1.). Montapas Saint-Maurice, Châtillon-en-Bazois, Mont-et-Marré, Saint-Saulge, Rouy és Alluy községekkel határos.

## Népesség
A település népességének változása:
| Lakosok száma | 285  | 286  | 288  | 288  | 288  | 289  | 288  | 282  | 275  |
|               | 2013 | 2015 | 2016 | 2017 | 2018 | 2019 | 2020 | 2021 | 2022 |